# Neporadza (Banská Bystrica)
|  | No s'ha de confondre amb Neporadza (Trenčín). |

Neporadza és un poble i municipi d'Eslovàquia. Es troba a la regió de Banská Bystrica.

## Història
La primera menció escrita de la vila es remunta al 1254.

## Demografia
| Godina             | 1994 | 2004   | 2014    | 2024    |
| ------------------ | ---- | ------ | ------- | ------- |
| Nombre de persones | 312  | 313    | 251     | 299     |
| Diferència         |      | +0,32% | −19,80% | +19,12% |

| Godina             | 2023 | 2024   |
| ------------------ | ---- | ------ |
| Nombre de persones | 302  | 299    |
| Diferència         |      | −0,99% |